# Empresa y Humanismo
Empresa y Humanismo es un Instituto de la Universidad de Navarra que, con un enfoque interdisciplinar y humanista, busca, mediante la investigación y la docencia, aportar soluciones desde el ámbito universitario a los problemas que surgen en la sociedad, prestando una especial atención a los relacionados con el modo de integrar la empresa y la actividad económica en la sociedad civil.

## Enfoque
De acuerdo con su enfoque interdisciplinar, la actividad del Instituto se propone entrelazar la investigación teórica con la experiencia práctica y la docencia de posgrado, al tiempo que promueve el intercambio de opiniones y criterios entre personas del mundo empresarial, universitario y social.

## Origen
A mediados de los años 80s, surgió un grupo de empresarios preocupados por la falta de personas con formación humanista en el ámbito de la empresa y por la crisis que atravesaba el estudio de las humanidades. Se propusieron llevar a cabo una renovación de la imagen de los saberes humanísticos en la sociedad civil, y para ello, demostrar la eficacia práctica de los mismos. Con esta finalidad, se pusieron en contacto con la Universidad de Navarra, buscando especialistas que ayudaran en esta misión.
Este grupo estaba formado por empresarios como Tomás Calleja y José María Zalbidea (de Iberdrola), Felipe Gómez Pallete (de IBM) y Manuel Herrán (de la Compañía Sevillana de Electricidad).
De este modo, Empresa y Humanismo empieza como Seminario Permanente en 1986, y Luis María de Ybarra y Oriol, del Banco Bilbao Vizcaya, es nombrado Presidente. 
Por parte de la Universidad de Navarra se unieron a esta iniciativa los profesores Alejandro Llano, Leonardo Polo, Rafael Alvira y Jaime Benguría.

## Filosofía
Desde el Instituto Empresa y Humanismo se defiende que las decisiones técnicas no pueden olvidarse de los principios éticos, que son los que dan sentido a los valores técnicos. 
Las soluciones a los problemas de gobierno y dirección de la organizaciones no pueden venir sólo de la mano de saberes técnicos –por más que éstos sean imprescindibles– sino que también es necesario que la ética y los valores introduzcan el humanismo en todos los niveles de planificación y dirección de las actividades empresariales, sean productivas o comerciales.
Junto con la aportación de la economía, el derecho, la administración, la psicología y la sociología, las técnicas empresariales e informativas, la incorporación práctica de las humanidades contribuye sólidamente a conocer los principios y fines a partir de los cuales debe gobernarse la empresa. Los principios éticos que dan sentido a los saberes técnicos dentro de una organización son siempre, desde la perspectiva de la dirección, una necesidad para el desarrollo de la empresa.
El humanismo empresarial supone la incorporación operativa o práctica de los valores éticos al gobierno de las empresas, con el fin de dar sentido y finalidad a los saberes técnicos de la dirección.

## Actividades
El Instituto desarrolla sus actividades a través de cuatro líneas básicas:
1. Investigación, principalmente a través del Seminario permanente.
2. Docencia, a través de la Escuela de gobierno.
3. Promoción y difusión de sus objetivos a través de Jornadas, Coloquios, Conferencias y Seminarios sobre temas de actualidad.
4. Publicaciones (libros, revistas y cuadernos), a través de los que el Instituto ofrece los resultados de su investigación.

También colabora activamente con foros de empresarios de diversas ciudades de España, sugiriendo temas y conferenciantes.
- Datos: Q5831794